# Eric Phipps
Sir Eric Clare Edmund Phipps GCB, GCMG, GCVO, PC (* 27. Oktober 1875 in Madrid; † 13. August 1945 in London) war ein britischer Diplomat. Bekannt wurde Phipps insbesondere als britischer Botschafter im Deutschen Reich zwischen 1933 und 1937.

## Leben und diplomatische Laufbahn
Phipps war der Sohn des britischen Diplomaten Sir Constantine Edmund Henry Phipps (15. März 1840 – 15. März 1911) und seiner ersten Gattin Maria Jane (geborene Miller-Mundy, † 30. August 1902). Nach dem Studium am King’s College der Universität Cambridge ging Phipps in den britischen diplomatischen Dienst, in den er 1899 aufgenommen wurde. Am 14. Januar 1901 wurde er zum „Third Secretary in His Majesty’s Diplomatic Service“ ernannt. Es war von Oktober 1899 bis Dezember 1904 in Paris, und von Januar bis September 1905 in Konstantinopel, wobei er im April zum „Second Secretary“ ernannt wurde. Im September 1906 wechselte er an die britische Vertretung in Rom. Im Februar 1909 wurde er Privatsekretär des Botschafters Sir Francis Bertie in Paris. Nach seiner Ernennung zum „First Secretary“ im April 1912 war er bis Oktober 1913 in Sankt Petersburg eingesetzt, war zwischenzeitlich nach Madrid versetzt worden und kam im Mai 1916 zurück nach Paris. 1919 nahm er als britischer Sekretär an der Versailler Friedenskonferenz teil. Von November 1920 bis November 1922 arbeitete er in der britischen Botschaft in Brüssel. Zwischen 1922 und 1928 bekleidete er das Amt des bevollmächtigten Ministers in Paris und war von 1928 bis 1933 außerordentlicher Gesandter und bevollmächtigter Ministers in Österreich. Von 1929 bis 1930 nahm er als britischer Delegierter an Konferenzen in Den Haag teil.
1933 wurde Phipps als Nachfolger von Sir Horace Rumbold als britischer Botschafter nach Berlin entsandt. In den folgenden vier Jahren warnte er die britische Regierung mit wachsender Dringlichkeit vor der Aggressivität der NS-Außenpolitik und betonte insbesondere immer wieder, dass das NS-Regime fehlende Gegenmaßnahmen als Zeichen von Schwäche des Auslandes und Bestätigung seines Kurses auffassen würde, den es dann mit nur noch gesteigertem Tempo weiterverfolgen würde. Einer seiner engsten Verbündeten bei seinen Warnungen an die britische Regierung war dabei sein Schwager Robert Vansittart, zu dieser Zeit ständiger Staatssekretär im Foreign and Commonwealth Office. Anschließend war er bis 1939 außerordentlicher und bevollmächtigter Botschafter in Frankreich.
Er starb 1945 in der London Clinic am Devonshire Place an einer Lungenembolie und wurde am 18. August bei auf einem Friedhof in Alton Barnes nahe Marlborough beerdigt.

## Auszeichnungen
- 1922 Kommandeur des belgischen Leopoldsordens
- Januar 1920 Companion des Order of St Michael and St George (CMG), im Mai 1922 des Royal Victorian Order (CVO)
- Juni 1927 Knight Commander of the Order of St Michael and St George (KCMG)
- 1933 wurde er in den Privy Council berufen
- Knight Grand Cross 1934 des Order of St Michael and St George (GCMG), 1939 des Royal Victorian Order (GCVO) sowie 1941 des Order of the Bath (GCB)
- 1938 Großkreuz der Ehrenlegion

## Familie
Phipps war zweimal verheiratet:
- Am 20. Juli 1907 mit Yvonne de Louvencourt († 1909), die jüngste Tochter eines französischen Grafen de Louvencourt in Paris.
- Am 29. April 1911 mit Frances Georgina (geborene Ward), die zweite Tochter des Bildhauers Herbert Ward. Mit ihr hatte er sechs Kinder.
  - Mervyn Constantine Sanford Phipps (26. Februar 1912 – 1983)
  - Alan Phipps (1. Oktober 1915 – 16. November 1942 oder 1943)
  - Mary Phipps (7. Mai 1923 – 15. Dezember 2009)
  - Margaret Ann Phipps (23. März 1925 – 11. Dezember 2009)
  - John Francis Phipps (* 26 Aug 1933)
  - William Anthony Dominic Phipps (21. April 1936 – 1. Oktober 2009)